# 사회민주주의
사회민주주의(社會民主主義, 독일어: Sozialdemokratie, 프랑스어: Social-démocratie, 영어: Social democracy)는 자본주의 경제체제를 혁명 등으로 급격하게 무너뜨리지 않고 점진적으로 사회주의를 추구하는 과정에서 사회정의를 추구하며, 자유민주주의와 자본주의 하에서의 평등 실현, 소득 재분배, 복지 정책 등을 포함한 정치적, 사회적, 경제적 이념이다. 줄여서 사민주의라고도 부른다.
사회민주주의는 독일의 정치인 에두아르트 베른슈타인이 수정주의적 마르크스주의를 발전시켜 확립한 사회주의 이념의 한 갈래이다.
사회민주주의 전통은 유럽에서 시작되었으며, 유럽 주류 사회주의이기 때문에 유럽식 사회주의(European socialism)나 유럽사회주의(Eurosocialism)라고도 칭한다. 다만 여기에는 현대 정치에서 민주사회주의라고 부르는 고전적 사회민주주의도 포함된다. 민주사회주의가 아닌 일반적인 의미의 사회민주주의는 온건 사회주의(moderate socialism)라고도 불린다.

## 개요
사회민주주의는 마르크스주의를 이론적 배경으로 하되, 그 안에 내포된 혁명적 사회주의를 배격하고, 간접 민주제 정치 체제를 바탕으로 수정주의적 마르크스주의로 변형되었다. 서유럽 초기의 전후 사회민주주의 정당은 소비에트 연방의 레닌주의 정치・경제 모델을 거부하고, 사회주의로의 대안적인 길이나 자본주의와 사회주의 사이의 타협을 약속했다. (대표적으로 자본가 및 정부와 노동자가 계급타협을 한 스웨덴의 살트셰바덴 협약이 이에 해당한다.) 이 시기에 사회민주주의자들은 사유 재산의 인정을 토대로 하는 혼합 경제를 받아들였는데, 공공의 소유로 하는 것은 필수적인 공익 설비와 공공 서비스 등 소수에 불과했다. 결과적으로, 사회민주주의는 케인스 경제학, 국가 개입주의, 복지 국가와 연계되게 되었으며, 동시에 자본주의 체제를 질적으로 다른 사회주의 체제로 변혁을 통해 급격히 교체한다는 이전의 목표를 포기하게 되었다.
현대 사회민주주의는 노인, 아동 보호, 교육, 건강 관리, 교육, 의료, 근로자 보상 등의 보편적인 공공 서비스에 대한 지원을 포함한, 불평등을 억제하는 정책에 전념하는 것을 목표로 한다. 사회민주주의 운동은 노동 운동 및 노동 조합과의 긴밀한 연계를 가지고 있으며, 노동자들과 다른 경제 이해 관계자들을 위한 공동 결정의 형태로 정치권을 넘어 전 사회로 민주주의의 영역을 넓힌다.
우익 경제학을 사회민주주의 복지 정책과 융합시키는 것을 표면상의 목표로 삼는 제 3의 길은 1990년대에 발전되었고 독일 사회민주당과 연관이 있었던 이데올로기이지만 함부르크 강령을 통해 공식적으로 결별하였다. 일부 분석가들은 제 3의 길을 신자유주의 운동으로 정의한다.

## 사회민주주의의 발전

2차 세계 대전 이전까지의 독일 사회민주주의의 발전 과정

19세기 말과 20세기 초에, 사회민주주의는 마르크스주의와 페르디난드 라살의 지지자 양쪽 모두의 영향을 받아, 생산 수단의 사회적 소유하는 것을 목표로 하는 운동이었다. 1868년까지 마르크스주의는 독일 사회민주당의 공식적인 이론적 기반이었다.
20세기 초 독일의 사회민주주의 정치인 에두아르트 베른슈타인은 고전적이고 정통적 마르크스주의를 거부하고 사회주의가 도덕적이고 도덕적인 논쟁에 기초를 두고 점진적인 개혁을 통해 성취되어야 한다는 입장을 발전시켰다. 제2차 세계 대전에서 개혁 주의자들과 혁명적 사회주의자들 사이의 분열 이후 베른슈타인의 영향을 받은 사회민주당은 의회 개혁을 위해 혁명적인 정치를 거부하고 사회화에 전념했다. 이 시기에, 사회민주주의는 사회개량주의와 관련을 짓게 되었다. 이탈리아의 카를로 로셀리와 같은 기술적 민족주의자들의 영향을 받아 사회민주주의자들은 마르크스주의에서 완전히 분리되기 시작했고 때로는 일관된 과학적 대안으로 도덕에 호소했다. 제2차 세계 대전 이후 유럽의 거의 대부분의 사회민주주의자들은 마르크스주의와의 이념적 관계를 포기하고 자본주의에서 사회주의를 거쳐 공산주의 사회로 이행하는 것을 목표로 하는 대신에 사회 정책 개혁을 통한 복지 국가 실현에 주력했다.

### 제1인터내셔널시기 (1863–1889)
사회민주주의의 기원은 유럽에서 처음으로 생겨난 주요 노동계급 정당인 페르디난드 라살에 의해 설립된 전 독일 노동자 협회가 생겨났던 1860년대로 거슬러 올라간다. 1864년에는 제1인터내셔널로 알려진 국제노동자협회가 설립되었다. 그것은 다양한 입장의 사회주의자들을 모았고, 처음에는 사회주의 이념에서 국가의 역할에 대해 카를 마르크스가 이끄는 마르크스주의자와 미하일 바쿠닌이 이끄는 아나키스트 사이의 갈등을 야기했다. 제1인터내셔널의 또 다른 문제는 개혁주의의 역할이었다.

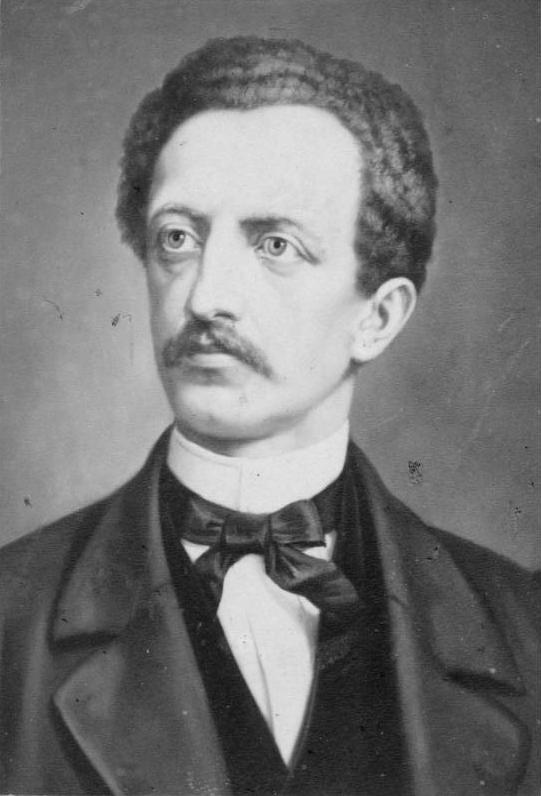
페르디난드 라살

라살은 마르크스주의자가 아니었지만, 마르크스와 프리드리히 엥겔스의 이론에 영향을 받아 계급투쟁의 존재와 중요성을 받아들였다. 그러나 마르크스와 엥겔스의 공산당 선언과는 달리 라살은 계급투쟁을 온건적으로 인정했다. 마르크스는 프롤레타리아 권력의 부상에 일시적으로 존재해야만했던 계급 통치의 도구로 국가를 부정적으로 보았지만 라살은 국가를 받아 들였다. 라살은 국가를 근로자들의 이익을 증진시키고 심지어 노동조합에 기초한 경제를 만들기 위해 사회를 변화시킬 수 있는 수단으로 보았다. 라살레의 전략은 주로 선거와 개혁으로 노동계급은 무엇보다도 보편적인 성인 남성 참정권을 위해 투쟁하는 정당이 필요하다고 주장했다.

## 지역별 사회민주주의

### 유럽의 사회민주주의

#### 독일의 사회민주주의
독일의 기본법(헌법)에는 사회민주주의를 추구한다고 명시되어 있으므로 대표적인 사회민주주의 국가로 꼽힌다. 이와 더불어 경제적으로는 복지를 좀 더 중시하는 사회적 시장경제를 지향한다. 다만 독일의 사회민주주의는 독일의 재통일 이전의 동독과 대립했던 서독의 반공적 색채가 가미되어 있기 때문에 혁명적 사회주의와 거리를 둔 채 선을 긋고 있다.

#### 프랑스의 사회민주주의
대표적으로 사회당이 사회민주주의 정당으로 꼽힌다. 사회당은 대통령으로 프랑수아 미테랑과 프랑수아 올랑드를 당선시킨 전적이 있다. 그러나 좌파의 분열이 심한 프랑스 정치의 특성상, 이들이 정권을 잡은적은 많지 않으며, 2017년 프랑스 대통령 선거 이후 사회당이 몰락하여 대선에서 5위를 하는 최악의 성적을 거두었다.

#### 영국의 사회민주주의
영국은 기존 자유당-보수당 체제를 사민주의 정당인 노동당이 깨고 올라온 역사를 가지고 있다. 이들은 과거 렘지 맥도널드, 클레멘트 애틀리, 하워드 윌슨 등의 총리를 배출한 적도 있다. 토니 블레어가 대표로 취임하면서 노동당은 사회민주주의에서 사회자유주의로 노선을 수정하였으나, 제러미 코빈이 급격하게 노선을 수정하며 다시 사회민주주의적 성향을 가지게 되었다.

#### 북유럽의 사회민주주의
북유럽 여러 국가에서는 사민주의 정당이 자주 집권해왔다. 대표적으로 스웨덴 사회민주노동당, 노르웨이 노동당, 핀란드 사회민주당, 덴마크 사회민주당, 사회민주동맹 등이 사민주의 정당이다. 아이슬란드를 제외한 다른 국가들에서는 사민주의 정당이 적어도 반세기 이상 집권해왔으며, 이를 바탕으로 여러 복지 정책이 등장하였다. 복지정책에 따라서 북유럽 국가들은 거의 대부분 국민소득과 행복지수가 최상위권으로 올라갔다. 하지만 2000년대 이후 덴마크 인민당, 스웨덴 민주당같은 우파정당의 성장에는 사민주의 정당에 대한 권력 피로감이라는 이유도 있지 않냐는 비판도 존재한다.

### 아메리카의 사회민주주의

#### 미국의 사회민주주의
미국은 20세기 초까지만 해도 사회주의 혹은 사회민주주의 운동이 활발한 나라였으나, 냉전 시기에 접어들면서 공산주의 국가들과의 갈등으로 반공주의적 사회분위기가 매카시즘 광풍으로 이어졌고, 이로 인해 비(非)공산주의 계열 좌익 세력마저 공산주의자로 몰려서 탄압당했다. 냉전 시기가 끝나고, 빌 클린턴 대통령 이후, 미국 민주당은 기존의 사회자유주의 성향에서 더 진보주의적 성향을 나타내며 중도좌익 스펙트럼으로 변화해가고 있으나, 여전히 사회민주주의를 표방하는 정치인들은 소수이다. 그러나 2016년 민주당 경선에서 사민주의자로 분류되는 버니 샌더스가 돌풍을 끌자, 이들은 미국 좌파의 주류 중 하나로 자리잡게 되었다.

#### 캐나다의 사회민주주의
캐나다는 영국의 영향을 받아 자유주의와 사회자유주의를 표방하는 자유당과, 보수주의를 표방하는 보수당이 양당 구도를 이루고 있었다. 그러나 21세기 들어 개혁적인 움직임이 커짐에 따라 사민주의를 추구하는 신민주당이 급부상하였고, 2011년 총선에서 보수당에 이은 2위를 하는 돌풍을 일으켰다. 그러나 신민주당은 2015년 쥐스탱 트뤼도의 영향을 받아 다시 3당으로 주저 앉았다.

#### 남아메리카의 사회민주주의
남미는 과거 냉전 시대에 정치·경제적으로 미국에게 직간접적인 간섭 하에 있었기 때문에 사회민주주의나 공산주의를 따질 것 없이 좌익 세력이 심하게 탄압당했고 따라서 좌익민족주의 사상을 공유하고 있다. 때문에 유럽과는 달리 사회민주주의자들과 공산주의자들의 사이가 좋은 편이다. 남미의 사회민주주의자들은 세속주의를 강조하는 유럽과 달리, 대중들이 거의 대부분 믿고 있는 (해방신학으로 대표되는) 기독교 성향을 보이며, 반미주의 정서도 갖고 있다. 그러나 칠레 사회당이나 광역전선(우루과이) 같은 경우를 제외하면, 이들 사민주의자는 차베스주의와 21세기 사회주의의 광풍속에서 몰락하게 된다.

### 동아시아의 사회민주주의

#### 대한민국의 사회민주주의
대한민국은 1950년~1990년 동안 보수 정부가 사회주의자 거의 대부분을 억압하여, 사실상 사회민주주의 정당이 존재하지 못했다. 그러나 1987년 한겨레민주당을 시작으로 대한민국의 사회민주주의는 규모가 커졌고, 곧 민주사회주의자 및 마르크스주의자와 연합하여 민노당을 설립하기에 이른다. 이후 한겨레, 경향신문, 오마이뉴스 등의 사회민주주의를 옹호하는 언론이 생겨났고, 사회민주주의를 간접적으로 지지하는 시민사회단체의 수가 증가하면서 1997년, 첫 진보정당인 국민승리21이 창당된다.
2020년 기준으로 사회민주주의 정당 중에는 민노당의 후신으로서 사회민주주의를 적극 표방하는 정의당이 존재한다. 그 외에도 진보당의 일부 파벌이 사회민주주의를 주장하고 있다.

## 대표적인 사회민주주의자
- 클레멘트 애틀리[9]
- 다비드 벤구리온
- 빅터 버거
- 잉마르 베리만
- 에두아르트 베른슈타인
- 줄피카르 알리 부토
- 레옹 블룸
- 빌리 브란트
- 얄마르 브란팅
- 에드 브로드벤트
- 그로 할렘 브룬틀란
- 헬렌 클라크
- 좁 코헨
- 브렌단 코리시
- 앤서니 크로스랜드
- 토미 더글러스
- 빌럼 드레이스
- 프리드리히 에베르트
- 타게 엘란데르
- 피터 프레이저
- 에이나르 게르하르센

## 비판
사회민주주의는 신자유주의자들을 비롯한 자본주의자들보다 공산주의자들과 좌익들에게 비판을 많이 받는다. 사실상 사회민주주의에서 나타나는 특유의 '부유함의 표준화' 현상은 자본주의 호황기 때에 한정되어 유지가 가능한 체제이며, 그게 아니라면 풍부한 경제적 자원을 가지고 있어야 한다. 만약 그렇지 않을 경우엔 가공무역과 내수만으로 사회민주주의 정책들을 시행하기는 거의 불가능하며, 제3세계의 경제 약소국들을 착취(약소국으로의 자본 확장과 그에 따른 저임금 강요, 강매 등)해야 가능한 체제라는 점에서 그 취약성을 갖는다.
실제로 유럽인들이 오랫동안 여러 제3세계 국가들을 착취하면서 상대적 부유함을 누리다가, 세계 경제 위기로써 하향평준화되었고, 그것은 신자유주의의 등장으로 나타났으며, 사회민주주의는 과거 마르크스주의 논쟁 당시에도 제국주의적 이념으로 낙인이 찍혔다.
공산주의자들과 좌익들은 사회민주주의자들이 사실상 중도우익 및 중도 정치세력과 타협했다고 주장하며 사회민주주의를 자본주의의 발전에 기댄 반영구적 체제이며, 제국주의적 이념이라고 비판한다.
최근 독일 사회민주당의 지지율 부진과 프랑수아 올랑드의 실패, 민주사회주의 정당의 부상 등의 여파로 이런 분위기는 가속화 되고 있다.

## 같이 보기
| - 사회주의의 역사 - 중도좌파 - 사회민주주의 정당 목록 - 사회주의 - 제3의 길 - 자본주의 - 자유민주주의 - 신자유주의 - 정치성향 - 공산주의 - 프랑크푸르트 선언 - 에두아르트 베른슈타인 - 제헌 의회(CA) - 민중 민주(PD) - 좌익 내셔널리즘 - 좌익 파시즘 - 노르딕 모델 |